# クロスポスト
クロスポスト（英語：crossposting）とは複数のニュースグループ（カテゴリ）を指定して1本のネットニュースを投稿すること。
ネットニュース特有の機能であり、クロスポストを行う場合、内容に関連する数グループ程度までを指定して投稿する。この程度のクロスポストなら、あまり問題にならない。

## 記事を指定する方法
複数のニュースグループの指定は、ニュースグループを「，」（カンマ）で区切ることによって行う。
例えば、fj.soc.law（法令関連）とfj.soc.misc（社会問題その他）とfj.soc.politics（政治関連）にクロスポストする場合は、
「Newsgroups: fj.soc.law,fj.soc.misc,fj.soc.politics」というように指定する。
また、話題が進むにつれて、現在、クロスポストされているニュースグループを変更したくなる場合があるが、この場合はフォローアップ指定（Followup-To:）で適切な投稿先を指定するよう推奨されている。
例えば、上記の例で話題が法律中心になってきたときは、
Newsgroups: fj.soc.law,fj.soc.misc,fj.soc.politics
Followup-To: fj.soc.law
とする。
こうすると、この記事はfj.soc.law,fj.soc.misc,fj.soc.politicsに配信され、この記事にフォローアップ（電子掲示板でのレスに相当すること）しようとすると、fj.soc.lawのみが投稿先 (Newsgroups:) に初期設定される。
あくまで初期設定であるから、投稿先 (Newsgroups:) は、フォローアップ指定 (Followup-To:) に拘束されず変更することも可能である。
また、クロスポストされた記事は、ニュースグループが何個指定されていても実態は1本の記事（「Message-ID:」は1つ）であり、複数のニュースグループで参照できるようになっているだけである。たいていのニュースリーダでは、クロスポストされた記事をどこかひとつのニュースグループで読めば、他のニュースグループにおいても既読となるので、同じ記事を何度も読まされることがない。
ニュースグループによっては、ローカルルールでクロスポストが禁止されていることがあるので、注意が必要である。
なお、類似システムの電子掲示板では、クロスポストに相当する操作は不可能である。